# Веселовська Зінаїда Миколаївна
Весело́вська Зінаїда Миколаївна (нар. 21 червня (4 липня) 1900, Харків, Російська імперія — 28 червня 1986, Харків, УРСР) — український мовознавець. Кандидат філологічних наук (1939).

## Біографія
Закінчила Харківський ІНО (1923), де відтоді працювала: 1928–1930 — науковий співробітник, 1931–1934 — науковий співробітник Харківської філії Інституту мовознавства. 
Викладала у Харківському педагогічному інституті іноземних мов (1934–1956, з перервами) та Харківському університеті (1951–1955, 1960–1961). 
Досліджувала питання акцентології, зокрема історичної, лексикології, лінгвостилістики. Підготувала розділ «Інтонація» у колективній праці «Підвищений курс української мови» (Харків, 1931).

## Праці
- Мова «Лексикону» Памви Беринди // Зап. Істор.-філол. відділу УАН. 1927. Кн. 13—14;
- Мова Г. Квітки-Основ'яненка // Наук. зап. Харків. н.-д. катедри мовознавства. Х., 1927;
- Народна українська й російська термінологія культури конопель та льону. Х., 1929;
- Український наголос у «Лексиконі» П. Беринди // Зап. Істор.-філол. відділу УАН. 1929. Кн. 21—22;
- Нарис фонетики і морфології робітничої мови. Х., 1934;
- Зміни в наголосі дієслів 2-ї дієвідміни на -и— у східнослов'янських мовах // Наук. зап. Харків. пед. ін-ту іноз. мов. 1958. Т. 4;
- Дублетні наголоси в сучасній українській літературній мові // УМШ. 1960. № 2; Наголос у східно-слов'янських мовах початкової доби формування російської, української та білоруської націй (кін. XVI — поч. XVIII століть). Х., 1970.